# Kamal Haasan
Kamal Haasan (tên khai sinh: Parthasarathy Srinivasan, sinh ngày 7 tháng 12 năm 1954) là một diễn viên điện ảnh, nhà biên kịch, chính khách, đạo diễn, nhà sản xuất, ca sĩ hát lại, biên đạo múa, nhà thơ trữ tình, nhà từ thiện và vũ công người Ấn Độ. Ông làm việc chủ yếu trong ngành công nghiệp điện ảnh Tamil. Haasan đã giành được nhiều giải thưởng điện ảnh Ấn Độ trong đó có bốn giải thưởng phim quốc gia và 19 giải thưởng Filmfare. Với bảy đề cử, Kamal Haasan đã đóng vai chính trong số lượng cao nhất các bộ phim được Ấn Độ gửi đi tranh giải Oscar cho phim nước ngoài hay nhất. Công ty sản xuất của Haasan, Rajkamal International, đã sản xuất nhiều bộ phim của ông. Kamal Haasan nhận giải Kalaimamani năm 1979, giải Padma Shri năm 1990 và giải Padma Bhushan năm 2014.